# لويس ميغيل لوبيز بلتران
لويس ميغيل لوبيز بلتران (بالإسبانية: Luis Miguel López Beltrán)‏ هو لاعب كرة قدم إسباني في مركز الدفاع، ولد في 11 يناير 1975 في بلنسية في إسبانيا. لعب مع نادي ليفانتي.

## وصلات خارجية
- لويس ميغيل لوبيز بلتران على موقع قاعدة بيانات كرة القدم.إي يو (الإنجليزية)